# Honeymoon - Luna di miele
Luna di miele - Honeymoon: A Musical Journey to Venice è il ventitreesimo album dei Rondò Veneziano pubblicato il 20 agosto 1999 dalla Koch Records e riedito dalla Deltatrade nel 2008.

## Descrizione
È il terzo concept album pubblicato dal gruppo; i brani, i cui titoli sono ispirati a luoghi famosi di Venezia, vogliono rappresentare un'ideale luna di miele nella città lagunare.
L'illustrazione della copertina è di Victor Togliani; la grafica e il logo del gruppo sono di Karlheinz Koepfle.
(Intervista del 1999)

### Formazione
- Gian Piero Reverberi - direttore d'orchestra, pianoforte
- Fabrizio Giudice - chitarra classica (in Serenata veneziana)
- Sergio Barlozzi - batteria
- Paolo Cattaneo - tenore (in Conservatorio)
- Deborah Biondi - pianoforte (in Conservatorio)

### Registrazione
- Mulinetti Studio di Recco
  - Alberto Parodi - ingegnere del suono
- Arco Studios di Monaco di Baviera
  - Klaus Strazicky - ingegnere del suono
- Franco Fochesato, Gian Piero Reverberi - programming
- DG Studio di Genova - suoni addizionali
  - Franco Fochesato, Gian Piero Reverberi - missaggio, editing e mastering

## Tracce
Tutti i brani sono editi dalla Cleo Music AG e Koch Edizioni Musicali.
1. Luna di miele  (Gian Piero Reverberi e Giuseppe Zuppone) - 4:13
2. Venezia S. Lucia (Gian Piero Reverberi e Ivano Pavesi) - 3:17
3. Ca' Rezzonico (Gian Piero Reverberi e Ivano Pavesi) - 3:11
4. Ponte (Gian Piero Reverberi e Ivano Pavesi) - 0:18
5. Palazzo Ducale (Gian Piero Reverberi e Ivano Pavesi) - 2:18
6. San Zaccaria (Gian Piero Reverberi e Ivano Pavesi) - 3:03
7. Basilica dei Frari (Gian Piero Reverberi e Ivano Pavesi) - 3:27
8. Ponte (Gian Piero Reverberi e Ivano Pavesi) - 0:19
9. Palazzo Fortuny (Gian Piero Reverberi e Ivano Pavesi) - 5:21
10. Serenata veneziana  (Gian Piero Reverberi e Ivano Pavesi) - 4:52
11. Ponte (Gian Piero Reverberi e Ivano Pavesi) - 0:19
12. Conservatorio (Gian Piero Reverberi e Ivano Pavesi) - 4:08
13. Ponte (Gian Piero Reverberi e Ivano Pavesi) - 0:48
14. La Fenice (Gian Piero Reverberi e Ivano Pavesi) - 3:55
15. Mercatino (Gian Piero Reverberi e Ivano Pavesi) - 3:01
16. Serata al Lido (Gian Piero Reverberi e Ivano Pavesi) - 3:34
17. Ponte (Gian Piero Reverberi e Ivano Pavesi) - 0:22
18. Luna di miele (versione senza sezione ritmica)  (Gian Piero Reverberi e Giuseppe Zuppone) - 4:13

## Le composizioni

### La Fenice
Brano per pianoforte, sintetizzatori e archi dedicato al Gran Teatro La Fenice; la sezione A è di Reverberi, la sezione B è una citazione del Preludio, Corale, Fuga (1884) di César Franck.